# Anthemis cyrenaica
Anthemis cyrenaica là một loài thực vật có hoa trong họ Cúc. Loài này được Coss. mô tả khoa học đầu tiên năm 1872.